# Idriss Déby
Idriss Déby Itno (em árabe: إدريس ديبي; Idrīs Daybī Itnū) (Fada, 18 de junho de 1952 — Tibesti, 20 de abril de 2021) foi um general militar e político chadiano que presidiu o Chade de 1990 até 2021.

## Biografia

### Carreira militar
Muçulmano, Déby nasceu no nordeste do Chade em 1952, oito anos antes do país se tornar independente da França - seu pai teria sido um pastor do clã Zaghawa.
Ele ingressou no exército profissional na década de 1970, quando o Chade passava por uma longa guerra civil, ingressando inicialmente na Escola de Oficiais Jamena e, em 1976, e recebeu treinamento militar na França e se formou como um piloto de caça.
Ele retornou ao Chade em 1978, tendo servido ao Conselho Militar Supremo de Félix Malloum, general que em 1975 derrubou o presidente civil François Tombalbaye. Em seguida, ele se alistou nas Forças Armadas do Norte (FAN), uma guerrilha liderado por Hissène Habré, no início da década de 1980, que ajudou a derrubar o governo de Goukouki Oueddei em 1982.
Sob o regime de Habré, o general Déby serviu como comandante em chefe do exército e assessor militar chefe da presidência. Ele liderou as forças do país contra o poderio militar da Líbia em 1987. No que ficou conhecido como a Guerra dos Toyota, foi dele a ideia de usar caminhonetes de alta velocidade armadas com mísseis e metralhadoras pesadas para derrotar os líbios, uma tática que se tornaria frequentemente usada em toda a região.
As relações entre o presidente Habré e o general Déby foram deteriorando-se até um rompimento definitivo. Acusado de planejar um golpe, Déby fugiu do Chade em 1989 e formou o Movimento de Salvação Patriótica, um grupo insurgente apoiado pelos governos da Líbia e do Sudão e pelo serviço secreto francês que passou a tramar a derrubada do presidente Habré. O general fez um acordo com o líder líbio Muammar Gaddafi - um inimigo de Habré - que o ajudaria a lançar sua rebelião no ano seguinte.

### Tomada do poder
Liderando um exército rebelde em uma ofensiva de três semanas lançada a partir da região de Darfur, no Sudão, as tropas de Déby marcharam sem oposição para N' Djaména em um golpe de estado bem-sucedido contra Habré em 2 de dezembro de 1990, dando início ao seu longo regime. Ele venceu as eleições presidenciais de 1996, 2001, 2006, 2011, 2016 e 2021, embora muitos destes pleitos tenham a legitimidade contestada em virtude da falta de transparência. Em 2018, ele aprovou uma nova constituição que o teria permitido permanecer no poder até 2033.
Em três décadas no poder, Déby governou centralizando o poder em torno de sua família e do grupo étnico Zaghawa. Seu regime enfrentou crescente descontentamento internamente por causa de sua gestão do petróleo do país, repressões contra oponentes e indícios de corrupção. O regime também ficou marcado por políticas neoliberais, algumas das quais resultaram no enriquecimento do ditador e seu círculo. Embora o Chade tenha se tornado uma nação produtora de petróleo em 2003 com a conclusão de um oleoduto de US$ 4 bilhões ligando seus campos de petróleo a terminais na costa do oceano Atlântico, observadores afirmam que Déby desperdiçou bilhões e bilhões de dólares em riqueza do petróleo - e não supervisionou nenhum grande projeto de desenvolvimento em um dos países mais pobres do continente.
O regime Déby sobreviveu a várias rebeliões e tentativas de golpes contra o seu próprio governo. As forças francesas intervieram em diversas ocasiões para salvar o ditador chadiano. Em 2008, quando rebeldes de Darfur alcançaram a capital N'Djamena e sitiaram o palácio presidencial até que tropas francesas interviessem para evitar a queda de Déby. Em 2019, aviões de guerra franceses derrubaram uma coluna de rebeldes que estava cruzando o deserto da Líbia. Além de grande parceiro da França, Déby era visto como um aliado importante do Ocidente na luta contra grupos extremistas islâmicos que atuam na região central e oeste da África. No entanto, o presidente chadiano era tido como autoritário por várias fontes internacionais, entre as quais a Anistia Internacional.

### Morte
Em 18 de abril de 2021, Déby foi ferido em um tiroteio quando comandava uma operação do Exército no combate rebeldes da Frente pela Alternância e Concórdia no Chade, no norte do país. Levado a um hospital na capital chadiana, ele não resistiu aos ferimentos e sua morte foi anunciada dois dias depois - pouco após a confirmação de sua sexta vitória eleitoral.